# Гойко Цимирот
Го́йко Ци́мирот (босн. Gojko Cimirot, нар. 19 грудня 1992, Требинє) — боснійський футболіст, півзахисник клубу «Стандард» (Льєж).
Виступав, зокрема, за клуби «Леотар», «Сараєво» та ПАОК, а також національну збірну Боснії і Герцеговини.

## Клубна кар'єра

### Виступи на батьківщині
Народився 19 грудня 1992 року в місті Требинє. Вихованець футбольної школи клубу «Леотар». У віці 16 років був включений до складу першої команди клубу і розпочав 2010 року виступати в основній команді того ж клубу, в якій провів три сезони, взявши участь у 47 матчах чемпіонату.
Своєю грою за цю команду привернув увагу представників тренерського штабу клубу «Сараєво», до складу якого приєднався влітку 2013 року. Він дебютував в цьому клубі 4 липня 2013 року в кваліфікації Ліги Європи проти «Лібертаса» (1:0). Відіграв за команду з боснійської столиці наступні два з половиною сезони своєї ігрової кар'єри. Більшість часу, проведеного у складі «Сараєва», був основним гравцем команди і 2015 року був визнаний найкращим гравцем боснійської Прем'єр-ліги.

### ПАОК
У серпні 2015 року він підписав трирічний контракт з грецьким ПАОКом. Контракт гравця склав 2 млн євро і його трансфер став найдорожчим в історії боснійської ліги. У день відкриття сезону Цимирот отримав травму і згодом пропустив наступні вісім тижнів. Повернувшись на поле, він зробив низку хороших виступів, за що отримав нагороду гравець місяця у грудні. Цимирот забив перший гол за клуб у матчі проти «Панатинаїкоса» (2:2).
21 листопада 2016 року ПАОК оголосив про подовження контракту, ще на один сезон до літа 2019 року. Цимирот виграв свій перший трофей з ПАОК, перемігши АЕК у фіналі Кубка Греції 7 травня 2017 року.
3 серпня 2017 року Цимирот забив гол у ворота «Олімпіка» в Донецьку в третьому кваліфікаційному раунді Ліги Європи УЄФА ударом з 35 метрів, відзначившись першим голом у європейських змаганнях. Станом на 3 жовтня 2017 відіграв за клуб із Салонік 54 матчі в національному чемпіонаті.

## Виступи за збірні
Протягом 2012—2014 років залучався до складу молодіжної збірної Боснії і Герцеговини. На молодіжному рівні зіграв у 7 офіційних матчах.
4 вересня 2014 року дебютував в офіційних матчах у складі національної збірної Боснії і Герцеговини в товариській грі з Ліхтенштейном..
| Дата       | Місто       | Господарі            | Результат | Гості                | Турнір                               | Голи | Примітки |
| ---------- | ----------- | -------------------- | --------- | -------------------- | ------------------------------------ | ---- | -------- |
| 4-9-2014   | Тузла       | Боснія і Герцеговина | 3 – 0     | Ліхтенштейн          | товариський матч                     | -    | 69'      |
| 16-11-2014 | Хайфа       | Ізраїль              | 3 – 0     | Боснія і Герцеговина | Відбір до ЧЄ 2016                    | -    | 62'      |
| 7-10-2016  | Брюссель    | Бельгія              | 4 – 0     | Боснія і Герцеговина | Відбір до ЧС 2018                    | -    | 81'      |
| 25-3-2017  | Зениця      | Боснія і Герцеговина | 5 – 0     | Гібралтар            | Відбір до ЧС 2018                    | -    |          |
| 28-3-2017  | Ельбасан    | Албанія              | 1 – 2     | Боснія і Герцеговина | товариський матч                     | -    | 46'      |
| 31-8-2017  | Нікосія     | Кіпр                 | 3 – 2     | Боснія і Герцеговина | Відбір до ЧС 2018                    | -    | 75'      |
| 10-10-2017 | Таллінн     | Естонія              | 1 – 2     | Боснія і Герцеговина | Відбір до ЧС 2018                    | -    |          |
| 23-3-2018  | Разград     | Болгарія             | 0 – 1     | Боснія і Герцеговина | товариський матч                     | -    | 84'      |
| 27-3-2018  | Гавр        | Сенегал              | 0 – 0     | Боснія і Герцеговина | товариський матч                     | -    | 60'      |
| 28-5-2018  | Зениця      | Боснія і Герцеговина | 0 – 0     | Чорногорія           | товариський матч                     | -    |          |
| 1-6-2018   | Чонджу      | Південна Корея       | 1 – 3     | Боснія і Герцеговина | товариський матч                     | -    | 84'      |
| 8-9-2018   | Белфаст     | Північна Ірландія    | 1 – 2     | Боснія і Герцеговина | Ліга націй УЄФА 2018-2019 - 1-й етап | -    |          |
| 11-10-2018 | Ризе        | Туреччина            | 0 – 0     | Боснія і Герцеговина | товариський матч                     | -    |          |
| 15-10-2018 | Сараєво     | Боснія і Герцеговина | 2 – 0     | Північна Ірландія    | Ліга націй УЄФА 2018-2019 - 1-й етап | -    | 90'      |
| 18-11-2018 | Лас-Пальмас | Іспанія              | 1 – 0     | Боснія і Герцеговина | товариський матч                     | -    |          |
| 26-3-2019  | Зениця      | Боснія і Герцеговина | 2 – 2     | Греція               | Відбір до ЧЄ 2020                    | -    | 93'      |
| 8-6-2019   | Тампере     | Фінляндія            | 2 – 0     | Боснія і Герцеговина | Відбір до ЧЄ 2020                    | -    |          |
| 11-6-2019  | Турин       | Італія               | 2 – 1     | Боснія і Герцеговина | Відбір до ЧЄ 2020                    | -    | 80'      |
| Усього     |             | Матчів               | 18        |                      | Голів                                | 0    |          |

## Титули і досягнення
- Чемпіон Боснії і Герцеговини (1):

«Сараєво»: 2014-15
- Володар Кубка Боснії і Герцеговини (1):

«Сараєво»: 2013-14
- Володар Кубка Греції (1):

ПАОК: 2016-17
- Володар Кубка Бельгії (1):

«Стандард»: 2017-18